# Sylvain Ripoll
Sylvain Ripoll (Rennes, 15 augustus 1971) is een Frans voormalig voetballer en huidig bondscoach van Jong Frankrijk.

## Spelerscarrière
Ripoll speelde in de jeugd van CPB Ginguené van 1978 tot 1986. Hierna speelde hij voor de profclub Stade Rennais uit zijn thuisstad. Hij maakte ook zijn profdebuut bij Rennes. Hij speelde er vier jaar voordat hij verhuurd werd aan Le Mans. Na één seizoen bij Le Mans vertrok Ripoll naar FC Lorient. Hier speelde hij meer dan 200 wedstrijden in 8 jaar.

## Trainerscarrière
Ook na zijn voetbalpensioen bleef Ripoll verbonden aan FC Lorient. Hij werd er op 25 mei 2014 hoofdcoach. Zijn eerste wedstrijd in dienst bij Lorient eindigde in een knappe 1-2-uitoverwinning op AS Monaco. Ripoll eindigde het seizoen met Lorient als vijftiende, waarmee degradatie voorkomen werd. In 2016 werd hij na teleurstellende resultaten ontslagen. Een jaar later werd Ripoll bondscoach van Jong Frankrijk. Hij haalde met Jong Frankrijk de halve finale van het EK 2019. Op het EK 2021 bleek Jong Oranje in de kwartfinales te sterk. Een maand later was Ripoll ook bondscoach van het Frans olympisch elftal. In Tokio was de groepsfase het eindstation na nederlagen tegen Mexico en gastland Japan. Alleen van Zuid-Afrika werd gewonnen.